# Jean de Poutrincourt
Jean de Poutrincourt de Biencourt, sieur de Saint-Just (1557 – 1615), è stato un esploratore francese.
Fu governatore di Méry-sur-Seine e luogotenente dell'Acadia.

## Biografia
Poutrincourt era il quarto dei nove figli di Florimond de Biencourt e di Jeanne Salazar. Due fratelli maggiori morirono durante le guerre di religione in Francia. Una sorella divenne damigella di Maria Stuarda. Il 14 agosto 1590 Jean de Poutrincourt si sposò con Claude Pajot.
Come i fratelli Jean de Poutrincourt combatté durante le guerre di religione, parteggiando per la lega cattolica. Nel 1593 abbracciò la causa del re dopo che si era convertito al cattolicesimo. Poi venne nominato cavaliere dell'ordine del re e governatore di Méry-sur-Seine. Devoto al re, Poutrincourt accumulò più titoli onorifici che denaro.
Nel 1603 Poutrincourt venne a sapere che il suo amico Pierre Dugua de Mons aveva ottenuto una concessione in Nuova Francia e che stava progettando una spedizione. Le prospettive che si aprivano a questa impresa risvegliarono le propensioni di Poutrincourt all'avventura, poiché sognava di fondare una grande colonia agricola nel Nuovo Mondo. Enrico IV gli concesse il permesso di accompagnare de Mons. De Mons era contento che Poutrincourt si aggiungesse alla spedizione, perché grazie al suo aiuto facilitò il reclutamento di volontari.
La spedizione di Dugua de Mons, che comprendeva due navi, partì dal porto di Havre-de-Grâce (Le Havre) il 7 marzo 1604. Il viaggio fu lungo e travagliato, tanto che i due capitani delle navi consigliarono più volte di rientrare in Francia, ma de Mons e Poutrincourt erano risoluti ad arrivare a destinazione. Quindi si raggiunse la costa dell'America del Nord e, dopo mesi di esplorazioni, de Mons decise di cercare un posto per passare l'inverno. Durante queste esplorazioni i due vascelli passarono nella zona dove qualche anno dopo sorse Port Royal in Acadia) Poutrincourt rimase incantato dalla bellezza di questa zona tanto che chiese e ottenne da Dugua de Mons la concessione in cambio di colonizzarla. Il 14 febbraio Enrico IV confermò questa concessione che comprendeva il diritto di pesca e il diritto di commerciare le pellicce.
De Mons decise di passare l'inverno in un'isola chiamata Île Sainte-Croix, oggi Dochet island, però Poutrincourt non si fermò e tornò in Francia con un ricco carico di pellicce.
Nella primavera del 1606 Poutrincourt ritornò in Acadia per prendere il comando della colonia di Port-Royal e e per proseguire l'esplorazione della costa verso sud in prospettiva di fondare un nuovo insediamento. Poutrincourt portò con sé alcuni artigiani, oltre ad altri coloni come Louis Hébert e Marc Lescarbot. Poco dopo Poutrincourt e Champlain esplorarono la costa dell'attuale Maine e stabilirono delle relazioni amichevoli con alcune tribù locali, ma il progetto di fondare un secondo insediamento fu abbandonato a seguito di un attacco di indiani ostili.
Poutrincourt diede l'anima per rinforzare l'insediamento di Port Royal: costruì un certo numero di edifici, tra cui un mulino ad acqua, e fece dissodare dei campi. Organizzò la tratta delle pellicce. Divenne un buon amico degli amerindi, trattandoli con equità.
Nell'autunno del 1607 arrivò la nave Jonas che portava un dispaccio con il quale veniva annunciato che il monopolio di de Mons veniva tolto. Gli abitanti di Port Royal furono obbligati a tornare in Francia, portando con loro un carico di merluzzi, mais, grano, minerali e oche del Canada, con lo scopo di dimostrare la ricchezza della colonia.
Il fallimento della colonia aveva molte cause, soprattutto la mancanza di interesse in Francia per svilupparla. Infatti in quell'epoca la colonizzazione era un mezzo per evangelizzare i nativi o trarre profitto dai commerci. Una colonia agricola era quindi poco attrattiva per le autorità francesi, tuttavia Poutrincourt intendeva stabilirsi lo stesso in Acadia e nel 1608, grazie all'appoggio della corte, aveva ricevuto una concessione a Port Royal.
Poutrincourt fu un buon cattolico: aveva tentato già nel 1606 di portare in Acadia un prete per convertire gli indiani. Nel suo terzo viaggio in Nuova Francia, con la benedizione di Papa Paolo V, fu accompagnato dall'abate Jessé Fléché. Intanto anche i gesuiti si interessarono alla cristianizzazione della Nuova Francia, quindi il re ordinò che Poutrincourt ne portasse un paio in Acadia.
Poutrincourt partì da Dieppe per l'Acadia il 25 febbraio 1610 accompagnato dall'abate Fléché, da Claude e Charles de Saint-Étienne de La Tour, i due figli di questi e Thomas Robin; non partirono invece i gesuiti. Il viaggio durò per oltre due mesi, fu rallentato a causa di un ammutinamento. La spedizione arrivò a Port Royal nel mese di maggio, trovando l'insediamento ancora in buone condizioni. épitroncourt iniziò a lavorare sodo e, insieme all'abate Fléché, a convertire con zelo gli indiani alla fede cattolica, volendo dimostrare alla corte di Francia che non aveva bisogno dei gesuiti. Vennero poi battezzati una ventina di indiani, tra cui anche un capo. Poutrincourt, attraverso il figlio Charles, inviò in Francia un estratto del registro dei battesimi. Il figlio di Poutrincourt, dopo essere partito nel mese di luglio, incontrò un pescatore che gli diede la notizia dell'assassinio di Enrico IV. Arrivato in Francia, Charles ottenne un'udienza con Maria de Medici, alla quale presentò il registro dei battesimi. Maria de Medici fu contenta del successo, tuttavia Charles non riuscì a dissuadere la regina dal mandare i gesuiti in Acadia. Charles partì nuovamente per il Nordamerica agli inizi di gennaio 1611, accompagnato da alcuni coloni e da due gesuiti. Arrivarono a Port Royal a maggio.
Dopo l'arrivo del figlio, Poutrincourt decise di attraversare la Baia di Fundy per fornirsi di cibo e pellicce dai suoi amici indiani. Al suo arrivo, gli indiani gli chiesero di punire un capitano francese che, oltre a fare la tratta delle pellicce senza autorizzazione, aveva violentato e ucciso una donna indiana. Inoltre Poutrincourt era stato avvertito della presenza di altri vascelli che nella zona stavano trafficando senza autorizzazione. A bordo di una nave si trovava Robert Gravé Du Pont che era riuscito a sfuggire alla detenzione dopo aver violentato una ragazza indiana. Il delitto di Gravé Du Pont rimase impunito; ciò poteva minare il clima di amicizia che Poutrincourt si era sforzato di creare con gli indiani, tuttavia il gesuita Biard intervenne a favore di Gravé Du Pont. Questo fu il primo conflitto aperto tra Poutrincourt e Biard. Dopo la risoluzione del conflitto (il giovane Du Pont venne perdonato) Poutrincourt partì per la Francia per scambiare le pellicce.
Poutrincourt arrivò in Francia nel mese di agosto 1611. Incapace di trovare risorse finanziarie, dovette rivolgersi a Madame de Guercheville e riuscì a caricare una piccola nave piena di provviste che arrivò a Port Royal agli inizi del 1612. A bordo di quella nave c'erano anche Simon Imbert-Sandrier, rappresentante di Poutrincourt, e il gesuita Gilbert Du Thet, rappresentante di Madame de Guercheville. L'arrivo di Imbert-Sandrier e Du Thet esacerbò la situazione. La corte ricevette da entrambe le fazioni l'accusa di slealtà e di incompetenza. Poutrincourt venne discreditato, mentre stava cercando disperatamente dei finanziatori. Poutrincourt ricevette la visita del cortigiano René Le Coq de La Saussaye il quale gli prometteva di finanziare i rifornimenti. In una lettera scritta in seguito a Marc Lescarbot, Poutrincourt spiegò che La Saussaye si era subito ritirato dall'accordo e, sempre secondo lui, era uno stratagemma per discreditarlo. Incapace di pagare i debiti,, Poutrincourt venne imprigionato e, dopo la sua liberazione, ormai ammalato, chiese la separazione legale dalla moglie in modo che quest'ultima conservasse i suoi beni. Intanto Madame de Guercheville acquisì le terre di Pierre Dugua de Mons e il titolo di viceré della Nuova Francia passò al principe di Condé.
Nel 1613 Poutrincourt riuscì a formare una società con alcuni armatori di La Rochelle. Arrivò a Port Royal nel marzo 1614, trovando la colonia in rovina a seguito del saccheggio del capitano Samuel Argall. Poutrincourt decise allora di tornare in Francia. Poi cedette al figlio Charles tutte le sue proprietà nel Nuovo Mondo. Tornato in Francia, Poutrincourt ricevette l'ordine dalla regina di riprendere Méry-sur-Seine in Champagne. Ferito da numerose pallottole, morì nel dicembre 1615.